# Jungle Party
El Partido de la Jungla (en persa: حزب جنگل‎, romanizado: Ḥezb-e Jangal, traducido también como Partido del Bosque) fue un partido secesionista activo en el norte de Irán durante la década de 1940. El partido fue fundado por rebeldes armados y algunos de los viejos socios de Mirza Kuchik Khan  los cuales intentaron revivir la República Soviética Socialista Persa creado en 1921, y utilizó su bandera roja como símbolo.
Se Alió con el Partido de Irán, el Partido Tudeh de Irán, el Partido Democrático del Kurdistán iraní y Partido Democrático Azerbaijani  en 1946.